# کارولینا موشالاک
کارولینا موشالاک (لهستانی: Karolina Muszalak؛ زادهٔ ۲۷ دسامبر ۱۹۷۴) بازیگر اهل لهستان است.
از فیلم‌ها یا مجموعه‌های تلویزیونی که وی در آن‌ها نقش داشته‌است، می‌توان به تنها عشق، قانون حقیقی، رنگ‌های خوشبختی، کارآگاهان جنایی، پرستار کودک، عشق اول و خانه کشیش اشاره نمود.